# Tommaso Bruni
Tommaso Bruni (Francavilla al Mare, 2 settembre 1838 – Francavilla al Mare, 18 ottobre 1911) è stato un economista e scrittore italiano.

## Biografia
Economista e studioso dei problemi economici, fu anche una figura poliedrica come patriota, pittore, scrittore, giornalista, poeta dialettale, folclorista.
Seguì con particolare attenzione il movimento cooperativo del credito e fu consigliere dell'Associazione Centrale delle Banche Popolari Italiane, chiamato a questo ruolo dal Presidente Luigi Luzzatti. In quest'area scrisse il volume dal titolo Banche popolari italiane: banche regionali e banca centrale.
Nel 1888 collaborò all'organizzazione del primo Congresso delle Banche Popolari Abruzzesi cui parteciparono tra gli altri Luigi Luzzatti e Maggiorino Ferraris. L'evento si svolse presso la Banca Popolare di Teramo, presieduta da Emidio Cerulli, e Bruni fu relatore sul tema «come si potrebbe per mezzo di consorzi fra le Banche popolari e le casse di risparmio abruzzesi esercitare il credito agrario secondo la legge del 23 gennaio 1887 e relativo regolamento».
Ebbe il merito di divulgare in Abruzzo l'idea cooperativa delle Casse Rurali, sull'esempio di quanto fatto in Veneto da Leone Wollemborg, con l'intento di aiutare il mondo agricolo con la concessione di prestiti a basso interesse e a scadenze lunghe. A tal fine fondò tanti istituti di credito dopo l'unità nazionale e scrisse un libro sull'argomento dal titolo Sul credito agrario nel mezzogiorno d'Italia.
Si interessò anche delle rivendicazioni delle classi operaie, sostenendo di prima persona le loro battaglie e presentando il proprio pensiero in una serie di conferenze che poi raccolse in un volume dal titolo La questione sociale.
Durante gli eventi dell'Unità d'Italia partecipò all'assedio della fortezza di Civitella del Tronto, ultimo baluardo borbonico, e prese parte alla repressione del brigantaggio in Abruzzo.
Studiò belle arti a Napoli e realizzò opere pittoriche lodate persino dal maestro Francesco Paolo Michetti che lo ospitò come artista nel suo cenacolo “Convento Michetti”.
In quel periodo compose i versi della poesia Si na scingiate ti putesse da! che fu musicata da Francesco Paolo Tosti con il titolo La viuletta e fu il primo esempio di canto popolare d'autore . Pubblicò inoltre un volume intitolato Canti popolari Abruzzesi.
A Lanciano fondò il giornale Il Pallano, dal nome del vicino Monte Pallano.
Nell'organizzare alcune feste canore a Francavilla (1911) con il M° Francesco Tancredi, e Lanciano (una rassegna di canzoni del 1896) insieme al poeta e storico  Luigi Renzetti, il Bruni fu un antesignano delle Maggiolate Ortonesi, manifestazioni di musica dialettale, che si celebravano a Ortona, che nacquero nel maggio 1920 con gli autori Guido Albanese, Antonio Di Jorio, Guido Ricci e padre Settimio Zimarino.

## Opere
Elenchi completi:
- Banche popolari italiane: banche regionali e banca centrale, Teramo, Corriere abruzzese, 1892
- Il credito agrario: relazione al 1. congresso regionale abruzzese delle Banche popolari cooperative e casse di risparmio, Teramo, Corriere abruzzese, 1888
- Sul credito agrario nel mezzogiorno d'Italia, Teramo, Rivista abruzzese, 1902
- La questione sociale e la mia provincia, Teramo, Tip. del Corriere abruzzese, 1893
- Civitella del Tronto, Terzo assedio, Teramo, Rivista Abruzzese, 1902
- Dell'asilo-scuola, delle scuole rurali e dei musei didattici, Lanciano, R. Carabba, 1886
- Sulla manifattura degli olii mangiabili: norme e pensieri, Lanciano, Carabba, 1878
- Arcangelo Ciampoli pittore, Lanciano, R. Carabba, 1904
- Il cav. Tommaso de Vivo pittore (1790 - 1884), Pescara, Tip. C. Zazzetta, 1904
- Feste religiose con rappresentazioni che si celebrano nella provincia di Chieti, Chieti, G. Ricci, 1907
- Giuliano Teatino, Teramo, Stamp. Tip. e Cart. A. De Carolis, 1906
- Proverbi, Modi di dire e sentenze proverbiali abruzzesi - raccolte dal vivo della voce, Casalbordino, Nicola de Arcangelis, 1907
- In morte di Umberto 1. - parole del prof. cav. Tommaso Bruni lette in Villamagna (Chieti) il 2 settembre 1900, Casalbordino, Stab. Tip. N. De Arcangelis, 1900